# Maria de Luna
Maria de Luna, née dans les années 1350 et morte le 29 décembre 1406 à Vila-real,  est une riche héritière aragonaise, devenue reine d'Aragon.

## Biographie
Elle est la fille et héritière de Don Lope de Luna, premier comte de Luna et seigneur de Segorbe, et de Brianda d'Agout (ou de Got)
Elle épouse en 1372 l'infant Martin Ier d'Aragon, qui deviendra roi en 1396 après la mort de son frère Jean Ier. Elle est la mère de Martin Ier de Sicile.